# Афонсу II
Афонсу II Толстый (порт. Afonso II O Gordo; 23 апреля 1185, Коимбра — 25 марта 1223[…], Коимбра) — третий король Португалии с 1212 года, сын короля Саншу I и его супруги, Дульсы Барселонской, принцессы Арагона.

## Биография
Афонсу родился в Коимбре 23 апреля 1185 года. Вступил на престол в 1212 году.
У Афонсу II был несколько иной, нежели у его предшественников, подход к управлению государством. Саншу I, его отца, и Афонсу I, его деда, наиболее интересовали военные походы как против соседней Кастилии, так и против мавров на юге. Афонсу II не поддерживал эту политику расширения территории и сумел добиться мира с Кастилией в период своего правления. Несмотря на это, некоторые города, такие как Алкасер-ду-Сал в 1217 году, были отвоёваны у мавров по инициативе знати.
Первые годы его правления были отмечены внутренними разногласиями между Афонсу II и его братьями и сёстрами. Король сумел сохранить португальские границы, только изгнав и объявив вне закона своих родственников.
Поскольку военные походы не были приоритетом государственной политики, у Афонсу II была возможность основать государственный аппарат и централизовать власть в собственных руках. Он разработал первый письменный свод португальских законов. В основном они касались частной собственности, гражданского правосудия и денежного обращения. Афонсу II также направил послов в европейские королевства вне Пиренейского полуострова и установил с большинством из них торговые отношения.
Другие реформы включали тонкий вопрос отношений с Папой. Его дед, Афонсу I, чтобы получить признание независимости Португалии Папским престолом, предоставил Церкви непомерные привилегии. Последние, в конечном итоге, привели к образованию государства в государстве. С позиций Португалии, как прочно установленного независимого королевства, Афонсу II приложил усилия для ослабления власти духовенства и перенаправления огромных доходов Католической церкви на нужды государства. Эти действия привели к серьёзному дипломатическому конфликту между Папой и Португалией. После отлучения Папой Гонорием III от церкви за дерзость, Афонсу II пообещал церкви возмещения долгов, но умер в 1223 году в Коимбре, не успев предпринять никаких шагов к исполнению данного обещания.

## Правление
Первые годы его правления были отмечены жестокими внутренними конфликтами (1211-1216) между Афонсу и его сестрами Мафальдой, Терезой и Саншой. И конфликт был решен с вмешательством папы Иннокентия III.
Царствование Афонсу II характеризовало новый стиль управления, вопреки склонности к предательству его предшественников. Афонсу II не оспаривал свои границы с Галисией и Леоном, а также не стремился к расширению на юг, предпочитая вместо этого консолидировать экономическую и социальную структуру страны. Первый свод португальских законов написан им и они в основном касаются таких вопросов, как частная собственность и гражданское право.
Чтобы получить признание независимости Португалии, его дед Афонсу был вынужден издавать различные привилегии для Церкви. Афонсу II стремился подорвать духовную власть в стране и использовать часть доходов церквей для целей улучшения страны.

## Потомки Афонсу
- От жены, принцессы Урраки Кастильской (1186—1220)
  - Саншу II, король Португалии (1207—1248)
  - Афонсу III, король Португалии (1210—1279)
  - Элеонора, принцесса Португалии (1211—1231), вышла замуж за Вальдемара Молодого, сына и соправителя датского короля Вальдемара II
  - Фернандо, принц Португалии (1217—1246), Лорд Серпа
  - Висенте (1219)